# Élections présidentielles sous la Cinquième République en Seine-et-Marne
Depuis l'adoption de la Constitution de la Cinquième République française en 1958, dix élections présidentielles ont eu lieu afin d'élire le président de la République. Cette page présente les résultats de ces élections en Seine-et-Marne.

## Synthèse des résultats du second tour
Le département vote en général selon la tendance nationale hormis en 2012 Nicolas Sarkozy est arrivé en tête du second tour (50,75 %) devant François Hollande. En 2017, Emmanuel Macron (63,86 %) obtient 1,5 points de moins qu'au niveau national.
| année | Répartition des exprimés | Répartition des exprimés | Participation (% des inscrits) | Blancs ou nuls (% des votants) |

| 2017 | Emmanuel Macron (63,86 %) (France : 66,10 %) | Marine Le Pen (36,14 %) (France : 33,90 %) | 74,12 % (France : 77,77 %) | 2 % (France : 2,47 %) |

| 2012 | François Hollande (49,25 %) (France : 51,64 %) | Nicolas Sarkozy (50,75 %) (France : 48,36 %) | 77,91 % (France : 80,35 %) | 1,75 % (France : 5,82 %) |

| 2007 | Nicolas Sarkozy (56,25 %) (France : 53,06 %) | Ségolène Royal (43,75 %) (France : 46,94 %) | 85,39 % (France : 83,97 %) | 1,23 % (France : 4,20 %) |

| 2002 | Jacques Chirac (80,64 %) (France : 82,21 %) | J.-M. Le Pen (19,36 %) (France : 17,79 %) | 67,63 % (France : 79,71 %) | 2,71 % (France : 3,38 %) |

| 1995 | Jacques Chirac (55,07 %) (France : 52,64 %) | Lionel Jospin (44,93 %) (France : 47,36 %) | 75,63 % (France : 78,38 %) | 2,3 % (France : 2,81 %) |

| 1988 | François Mitterrand (53,05 %) (France : 54,02 %) | Jacques Chirac (46,95 %) (France : 45,98 % %) | 81,52 % (France : 81,35 %) | 1,73 % (France : 2,00 %) |

| 1981 | François Mitterrand (52,63 %) (France : 51,76 %) | Valéry Giscard d'Estaing (47,37 %) (France : 48,24 %) | 81,36 % (France : 81,09 %) | 1,54 % (France : 1,62 %) |

| 1974 | Valéry Giscard d'Estaing (50,7 %) (France : 50,81 %) | François Mitterrand (49,3 %) (France : 49,19 %) | 84,97 % (France : 84,23 %) | 0,84 % (France : 0,92 %) |

| 1969 | Georges Pompidou (58,71 %) (France : 58,21 %) | Alain Poher (41,29 %) (France : 41,79 %) | 79,09 % (France : 77,59 %) | 1,19 % (France : 1,29 %) |

| 1965 | Charles de Gaulle (55,92 %) (France : 55,20 %) | François Mitterrand (44,08 %) (France : 44,80 %) | 86,18 % (France : 84,75 %) | 1,1 % (France : 1,01 %) |

|  | ▲ |

## Résultats détaillés par scrutin

### 2017
Le premier tour de l'élection présidentielle de 2017 voit s'affronter onze candidats. Emmanuel Macron arrive en tête devant Marine Le Pen et tous deux se qualifient pour le second tour. Néanmoins, avec François Fillon et Jean-Luc Mélenchon, les scores des quatre candidats ayant recueilli le plus de voix sont serrés (4,43 points entre le 1er et le 4e). Pour la première fois, aucun des candidats des deux partis politiques pourvoyeurs jusque-là des présidents de la Ve République, n'est présent au second tour. Celui-ci se tient le dimanche 7 mai et se solde par la victoire d'Emmanuel Macron, avec un total de 20 753 798 bulletins de vote en sa faveur, soit 66,10 % des suffrages exprimés, face à la candidate du Front national, qui recueille 33,90 %. Le scrutin est néanmoins marqué par une forte abstention et par un record de votes blancs ou nuls.
En Seine-et-Marne, Emmanuel Macron arrive en tête du premier tour avec 23,11 % des exprimés, suivi de Marine Le Pen (22,85 %), Jean-Luc Mélenchon (20,84 %), François Fillon (17,77 %) et Nicolas Dupont-Aignan (6,1 %). Au second tour, les électeurs ont voté à 63,86 % pour Emmanuel Macron contre 36,14 % pour Marine Le Pen avec un taux de participation de 74,12 % des inscrits.
|             | EM          | Emmanuel Macron       | 157 314 | 23,11 %    | 369 762 | 63,86 %    |  |  |
|             | FN          | Marine Le Pen         | 155 521 | 22,85 %    | 209 221 | 36,14 %    |  |  |
|             | LFi         | Jean-Luc Mélenchon    | 141 827 | 20,84 %    |         |            |  |  |
|             | LR          | François Fillon       | 120 968 | 17,77 %    |         |            |  |  |
|             | DlF         | Nicolas Dupont-Aignan | 41 505  | 6,1 %      |         |            |  |  |
|             | PS          | Benoît Hamon          | 38 772  | 5,7 %      |         |            |  |  |
|             | UPR         | François Asselineau   | 8 195   | 1,2 %      |         |            |  |  |
|             | NPA         | Philippe Poutou       | 6 354   | 0,93 %     |         |            |  |  |
|             | RES         | Jean Lassalle         | 5 182   | 0,76 %     |         |            |  |  |
|             | LO          | Nathalie Arthaud      | 3 706   | 0,54 %     |         |            |  |  |
|             | SeP         | Jacques Cheminade     | 1 247   | 0,18 %     |         |            |  |  |
|             |             |                       |         |            |         |            |  |  |
|             |             |                       | Nombre  | % inscrits | Nombre  | % inscrits |  |  |
| Inscrits    | Inscrits    | Inscrits              | 881 558 |            | 880 940 |            |  |  |
| Abstentions | Abstentions | Abstentions           | 183 302 | 20,79 %    | 228 009 | 25,88 %    |  |  |
| Votants     | Votants     | Votants               | 698 256 | 79,21 %    | 652 931 | 74,12 %    |  |  |
|             |             |                       |         |            |         |            |  |  |
|             |             |                       |         | % votants  |         | % votants  |  |  |
| Blancs      | Blancs      | Blancs                | 13 069  | 1,48 %     | 58 538  | 6,64 %     |  |  |
| Nuls        | Nuls        | Nuls                  | 4 596   | 0,52 %     | 15 410  | 1,75 %     |  |  |
| Exprimés    | Exprimés    | Exprimés              | 680 591 | 77,2 %     | 578 983 | 65,72 %    |  |  |

### 2012
Hollande, désigné par le PS à la suite d'une primaire ouverte, devance Sarkozy dès le premier tour de l'élection présidentielle de 2012 : c'est la première fois qu'un président sortant est ainsi devancé. Au second tour, Sarkozy est battu mais par un écart plus faible qu'attendu.
En Seine-et-Marne, François Hollande arrive en tête du premier tour avec 27,65 % des exprimés, suivi de Nicolas Sarkozy (27,27 %), Marine Le Pen (19,65 %), Jean-Luc Mélenchon (11,01 %) et François Bayrou (8,55 %). Au second tour, les électeurs ont voté à 49,25 % pour François Hollande contre 50,75 % pour Nicolas Sarkozy avec un taux de participation de 80,54 % des inscrits.
|                | PS             | François Hollande     | 178 537 | 27,65 %    | 315 576 | 49,25 %    |  |  |
|                | UMP            | Nicolas Sarkozy       | 176 116 | 27,27 %    | 325 147 | 50,75 %    |  |  |
|                | FN             | Marine Le Pen         | 126 889 | 19,65 %    |         |            |  |  |
|                | FG             | Jean-Luc Mélenchon    | 71 097  | 11,01 %    |         |            |  |  |
|                | MoDem          | François Bayrou       | 55 187  | 8,55 %     |         |            |  |  |
|                | DLF            | Nicolas Dupont-Aignan | 14 055  | 2,18 %     |         |            |  |  |
|                | EELV           | Éva Joly              | 12 684  | 1,96 %     |         |            |  |  |
|                | NPA            | Philippe Poutou       | 6 584   | 1,02 %     |         |            |  |  |
|                | LO             | Nathalie Arthaud      | 2 995   | 0,46 %     |         |            |  |  |
|                | S&P            | Jacques Cheminade     | 1 654   | 0,26 %     |         |            |  |  |
|                |                |                       |         |            |         |            |  |  |
|                |                |                       | Nombre  | % inscrits | Nombre  | % inscrits |  |  |
| Inscrits       | Inscrits       | Inscrits              | 843 673 |            | 843 992 |            |  |  |
| Abstentions    | Abstentions    | Abstentions           | 186 397 | 22,09 %    | 164 253 | 19,46 %    |  |  |
| Votants        | Votants        | Votants               | 657 276 | 77,91 %    | 679 739 | 80,54 %    |  |  |
|                |                |                       |         |            |         |            |  |  |
|                |                |                       |         | % votants  |         | % votants  |  |  |
| Blancs ou nuls | Blancs ou nuls | Blancs ou nuls        | 11 478  | 1,75 %     | 39 016  | 5,74 %     |  |  |
| Exprimés       | Exprimés       | Exprimés              | 645 798 | 98,25 %    | 640 723 | 98,25 %    |  |  |

### 2007
Au premier tour de l'élection présidentielle de 2007, Sarkozy réussit à capter une partie des voix de Le Pen et arrive largement en tête. Royal est la première femme qualifiée pour le second tour d'une élection présidentielle. Elle est battue avec une avance de 6 points.
En Seine-et-Marne, Nicolas Sarkozy arrive en tête du premier tour avec 33,54 % des exprimés, suivi de Ségolène Royal (23,8 %), François Bayrou (18,76 %), Jean-Marie Le Pen (11,17 %) et Olivier Besancenot (4,02 %). Au second tour, les électeurs ont voté à 56,25 % pour Nicolas Sarkozy contre 43,75 % pour Ségolène Royal avec un taux de participation de 84,84 % des inscrits.
|                | UMP            | Nicolas Sarkozy      | 226 884 | 33,54 %    | 367 080 | 56,25 %    |  |  |
|                | PS             | Ségolène Royal       | 161 002 | 23,8 %     | 285 492 | 43,75 %    |  |  |
|                | UDF            | François Bayrou      | 126 933 | 18,76 %    |         |            |  |  |
|                | FN             | Jean-Marie Le Pen    | 75 584  | 11,17 %    |         |            |  |  |
|                | LCR            | Olivier Besancenot   | 27 180  | 4,02 %     |         |            |  |  |
|                | MPF            | Philippe de Villiers | 14 789  | 2,19 %     |         |            |  |  |
|                | GPA            | Marie-George Buffet  | 11 812  | 1,75 %     |         |            |  |  |
|                | Les Verts      | Dominique Voynet     | 11 269  | 1,67 %     |         |            |  |  |
|                | LO             | Arlette Laguiller    | 8 278   | 1,22 %     |         |            |  |  |
|                | SE             | José Bové            | 6 779   | 1 %        |         |            |  |  |
|                | CPNT           | Frédéric Nihous      | 4 197   | 0,62 %     |         |            |  |  |
|                | CNRSP          | Gérard Schivardi     | 1 819   | 0,27 %     |         |            |  |  |
|                |                |                      |         |            |         |            |  |  |
|                |                |                      | Nombre  | % inscrits | Nombre  | % inscrits |  |  |
| Inscrits       | Inscrits       | Inscrits             | 802 133 |            | 801 895 |            |  |  |
| Abstentions    | Abstentions    | Abstentions          | 117 182 | 14,61 %    | 121 536 | 15,16 %    |  |  |
| Votants        | Votants        | Votants              | 684 951 | 85,39 %    | 680 359 | 84,84 %    |  |  |
|                |                |                      |         |            |         |            |  |  |
|                |                |                      |         | % votants  |         | % votants  |  |  |
| Blancs ou nuls | Blancs ou nuls | Blancs ou nuls       | 8 425   | 1,23 %     | 27 787  | 4,08 %     |  |  |
| Exprimés       | Exprimés       | Exprimés             | 676 526 | 98,77 %    | 652 572 | 95,92 %    |  |  |

### 2002
Après cinq années de cohabitation, un duel est attendu entre Chirac et le Premier ministre Jospin lors de l'élection présidentielle de 2002, mais, à la surprise générale, ce dernier est devancé par Le Pen au premier tour. Au second tour, Chirac bénéficie du ralliement de la gauche et reçoit un score sans précédent. Il s'agit de la première élection pour un mandat de cinq ans et non plus sept.
En Seine-et-Marne, Jacques  Chirac arrive en tête du premier tour avec 19,68 % des exprimés, suivi de Jean-Marie  Le Pen (18,89 %), Lionel  Jospin (14,86 %), François Bayrou (6,52 %) et Jean-Pierre  Chevenement (6,35 %). Au second tour, les électeurs ont voté à 80,64 % pour Jacques  Chirac contre 19,36 % pour Jean-Marie  Le Pen avec un taux de participation de 80,22 % des inscrits.
|                | RPR            | Jacques Chirac          | 93 476  | 19,68 %    | 444 844 | 80,64 %    |  |  |
|                | FN             | Jean-Marie Le Pen       | 89 719  | 18,89 %    | 106 808 | 19,36 %    |  |  |
|                | PS             | Lionel Jospin           | 70 566  | 14,86 %    |         |            |  |  |
|                | UDF            | François Bayrou         | 30 955  | 6,52 %     |         |            |  |  |
|                | MC             | Jean-Pierre Chevènement | 30 142  | 6,35 %     |         |            |  |  |
|                | LO             | Arlette Laguiller       | 26 786  | 5,64 %     |         |            |  |  |
|                | Les Verts      | Noël Mamère             | 25 655  | 5,4 %      |         |            |  |  |
|                | DL             | Alain Madelin           | 19 105  | 4,02 %     |         |            |  |  |
|                | LCR            | Olivier Besancenot      | 18 294  | 3,85 %     |         |            |  |  |
|                | MNR            | Bruno Mégret            | 14 741  | 3,1 %      |         |            |  |  |
|                | PC             | Robert Hue              | 14 324  | 3,02 %     |         |            |  |  |
|                | PRG            | Christiane Taubira      | 13 895  | 2,93 %     |         |            |  |  |
|                | CPNT           | Jean Saint-Josse        | 10 402  | 2,19 %     |         |            |  |  |
|                | Cap21          | Corinne Lepage          | 10 094  | 2,13 %     |         |            |  |  |
|                | FRS            | Christine Boutin        | 4 400   | 0,93 %     |         |            |  |  |
|                | PT             | Daniel Gluckstein       | 2 414   | 0,51 %     |         |            |  |  |
|                |                |                         |         |            |         |            |  |  |
|                |                |                         | Nombre  | % inscrits | Nombre  | % inscrits |  |  |
| Inscrits       | Inscrits       | Inscrits                | 721 826 |            | 721 831 |            |  |  |
| Abstentions    | Abstentions    | Abstentions             | 233 624 | 32,37 %    | 142 799 | 19,78 %    |  |  |
| Votants        | Votants        | Votants                 | 488 202 | 67,63 %    | 579 032 | 80,22 %    |  |  |
|                |                |                         |         |            |         |            |  |  |
|                |                |                         |         | % votants  |         | % votants  |  |  |
| Blancs ou nuls | Blancs ou nuls | Blancs ou nuls          | 13 234  | 2,71 %     | 27 380  | 4,73 %     |  |  |
| Exprimés       | Exprimés       | Exprimés                | 474 968 | 97,29 %    | 551 652 | 95,27 %    |  |  |

### 1995
Après une nouvelle cohabitation et alors que la droite est particulièrement divisée entre Chirac et le Premier ministre Balladur, Jospin réussit à arriver en tête au premier tour de l'élection présidentielle de 1995, malgré la très lourde défaite de la gauche aux législatives de 1993. Au second tour, il est battu par Chirac.
En Seine-et-Marne, Jacques Chirac arrive en tête du premier tour avec 22,76 % des exprimés, suivi de Lionel Jospin (21,25 %), Jean-Marie Le Pen (18,4 %), Édouard Balladur (15,57 %) et Robert Hue (8,24 %). Au second tour, les électeurs ont voté à 55,07 % pour Jacques Chirac contre 44,93 % pour Lionel Jospin avec un taux de participation de 79,32 % des inscrits.
|                | RPR            | Jacques Chirac       | 116 185 | 22,76 %    | 282 538 | 55,07 %    |  |  |
|                | PS             | Lionel Jospin        | 108 507 | 21,25 %    | 230 557 | 44,93 %    |  |  |
|                | FN             | Jean-Marie Le Pen    | 93 947  | 18,4 %     |         |            |  |  |
|                | RPR            | Édouard Balladur     | 79 488  | 15,57 %    |         |            |  |  |
|                | PC             | Robert Hue           | 42 074  | 8,24 %     |         |            |  |  |
|                | LO             | Arlette Laguiller    | 28 253  | 5,53 %     |         |            |  |  |
|                | MPF            | Philippe de Villiers | 23 642  | 4,63 %     |         |            |  |  |
|                | Les Verts      | Dominique Voynet     | 17 195  | 3,37 %     |         |            |  |  |
|                | S&P            | Jacques Cheminade    | 1 297   | 0,25 %     |         |            |  |  |
|                |                |                      |         |            |         |            |  |  |
|                |                |                      | Nombre  | % inscrits | Nombre  | % inscrits |  |  |
| Inscrits       | Inscrits       | Inscrits             | 691 005 |            | 691 021 |            |  |  |
| Abstentions    | Abstentions    | Abstentions          | 168 405 | 24,37 %    | 142 890 | 20,68 %    |  |  |
| Votants        | Votants        | Votants              | 522 600 | 75,63 %    | 548 131 | 79,32 %    |  |  |
|                |                |                      |         |            |         |            |  |  |
|                |                |                      |         | % votants  |         | % votants  |  |  |
| Blancs ou nuls | Blancs ou nuls | Blancs ou nuls       | 12 012  | 2,3 %      | 35 036  | 6,39 %     |  |  |
| Exprimés       | Exprimés       | Exprimés             | 510 588 | 97,7 %     | 513 095 | 93,61 %    |  |  |

### 1988
Après deux ans de cohabitation, Mitterrand affronte le Premier ministre Chirac lors de l'élection présidentielle de 1988. Le Pen obtient au premier tour un score jusque-là sans précédent pour un parti d'extrême droite. Au second tour, Mitterrand est facilement réélu.
En Seine-et-Marne, François Mitterrand arrive en tête du premier tour avec 33 % des exprimés, suivi de Jacques Chirac (19,86 %), Jean-Marie Le Pen (17,75 %), Raymond Barre (15,12 %) et André Lajoinie (6,3 %). Au second tour, les électeurs ont voté à 53,05 % pour François Mitterrand contre 46,95 % pour Jacques Chirac avec un taux de participation de 83,85 % des inscrits.
|                | PS                    | François Mitterrand | 161 061 | 33 %       | 260 125 | 53,05 %    |  |  |
|                | RPR                   | Jacques Chirac      | 96 909  | 19,86 %    | 230 233 | 46,95 %    |  |  |
|                | FN                    | Jean-Marie Le Pen   | 86 638  | 17,75 %    |         |            |  |  |
|                | SE                    | Raymond Barre       | 73 770  | 15,12 %    |         |            |  |  |
|                | PC                    | André Lajoinie      | 30 721  | 6,3 %      |         |            |  |  |
|                | Les Verts             | Antoine Waechter    | 18 612  | 3,81 %     |         |            |  |  |
|                | Communiste rénovateur | Pierre Juquin       | 9 248   | 1,9 %      |         |            |  |  |
|                | LO                    | Arlette Laguiller   | 8 993   | 1,84 %     |         |            |  |  |
|                | MPT                   | Pierre Boussel      | 2 054   | 0,42 %     |         |            |  |  |
|                |                       |                     |         |            |         |            |  |  |
|                |                       |                     | Nombre  | % inscrits | Nombre  | % inscrits |  |  |
| Inscrits       | Inscrits              | Inscrits            | 609 181 |            | 609 053 |            |  |  |
| Abstentions    | Abstentions           | Abstentions         | 112 569 | 18,48 %    | 98 359  | 16,15 %    |  |  |
| Votants        | Votants               | Votants             | 496 612 | 81,52 %    | 510 694 | 83,85 %    |  |  |
|                |                       |                     |         |            |         |            |  |  |
|                |                       |                     |         | % votants  |         | % votants  |  |  |
| Blancs ou nuls | Blancs ou nuls        | Blancs ou nuls      | 8 606   | 1,73 %     | 20 336  | 3,98 %     |  |  |
| Exprimés       | Exprimés              | Exprimés            | 488 006 | 98,27 %    | 490 358 | 96,02 %    |  |  |

### 1981
Lors de l'élection présidentielle de 1981, Giscard d'Estaing arrive en tête au premier tour et affronte, comme la fois précédente, Mitterrand. Pour la première fois, un président sortant est battu : Mitterrand devient le premier président de gauche de la Ve République.
En Seine-et-Marne, Valéry Giscard d'Estaing arrive en tête du premier tour avec 25,91 % des exprimés, suivi de François Mitterrand (25,3 %), Jacques Chirac (19,18 %), Georges Marchais (15,36 %) et Brice Lalonde (4,72 %). Au second tour, les électeurs ont voté à 50,7 % pour François Mitterrand contre 47,37 % pour Valéry Giscard d'Estaing avec un taux de participation de 86,06 % des inscrits.
|                | UDF            | Valéry Giscard d'Estaing | 111 595 | 25,91 %    | 212 305 | 47,37 %    |  |  |
|                | PS             | François Mitterrand      | 108 955 | 25,3 %     | 235 894 | 52,63 %    |  |  |
|                | RPR            | Jacques Chirac           | 82 612  | 19,18 %    |         |            |  |  |
|                | PC             | Georges Marchais         | 66 171  | 15,36 %    |         |            |  |  |
|                | MEP            | Brice Lalonde            | 20 344  | 4,72 %     |         |            |  |  |
|                | MRG            | Michel Crépeau           | 11 368  | 2,64 %     |         |            |  |  |
|                | LO             | Arlette Laguiller        | 10 446  | 2,43 %     |         |            |  |  |
|                | Divers droite  | Michel Debré             | 7 462   | 1,73 %     |         |            |  |  |
|                | Divers droite  | Marie-France Garaud      | 6 975   | 1,62 %     |         |            |  |  |
|                | PSU            | Huguette Bouchardeau     | 4 737   | 1,1 %      |         |            |  |  |
|                |                |                          |         |            |         |            |  |  |
|                |                |                          | Nombre  | % inscrits | Nombre  | % inscrits |  |  |
| Inscrits       | Inscrits       | Inscrits                 | 537 590 |            | 537 592 |            |  |  |
| Abstentions    | Abstentions    | Abstentions              | 100 200 | 18,64 %    | 74 946  | 13,94 %    |  |  |
| Votants        | Votants        | Votants                  | 437 390 | 81,36 %    | 462 646 | 86,06 %    |  |  |
|                |                |                          |         |            |         |            |  |  |
|                |                |                          |         | % votants  |         | % votants  |  |  |
| Blancs ou nuls | Blancs ou nuls | Blancs ou nuls           | 6 725   | 1,54 %     | 14 447  | 3,12 %     |  |  |
| Exprimés       | Exprimés       | Exprimés                 | 430 665 | 98,46 %    | 448 199 | 96,88 %    |  |  |

### 1974
L'élection présidentielle de 1974 est une élection anticipée à la suite de la mort de Pompidou. Mitterrand, candidat unique de la gauche, est largement en tête au premier tour devant Giscard d'Estaing, qui distance lui-même Chaban-Delmas. Au terme d'une campagne animée, marquée par un débat télévisé tendu, Giscard d'Estaing l'emporte avec une très courte avance.
En Seine-et-Marne, François Mitterrand arrive en tête du premier tour avec 42,83 % des exprimés, suivi de Valéry Giscard d'Estaing (32,22 %), Jacques Chaban-Delmas (14,82 %), Jean Royer (3,28 %) et Arlette Laguiller (2,57 %). Au second tour, les électeurs ont voté à 50,7 % pour Valéry Giscard d'Estaing contre 49,3 % pour François Mitterrand avec un taux de participation de 87,52 % des inscrits.
|                | PS             | François Mitterrand      | 141 060 | 42,83 %    | 166 109 | 49,3 %     |  |  |
|                | RI             | Valéry Giscard d'Estaing | 106 126 | 32,22 %    | 170 834 | 50,7 %     |  |  |
|                | UDR            | Jacques Chaban-Delmas    | 48 803  | 14,82 %    |         |            |  |  |
|                | SE             | Jean Royer               | 10 796  | 3,28 %     |         |            |  |  |
|                | LO             | Arlette Laguiller        | 8 476   | 2,57 %     |         |            |  |  |
|                | SE, écologiste | René Dumont              | 6 220   | 1,89 %     |         |            |  |  |
|                | FN             | Jean-Marie Le Pen        | 2 959   | 0,9 %      |         |            |  |  |
|                | MDSF           | Émile Muller             | 2 297   | 0,7 %      |         |            |  |  |
|                | FCR            | Alain Krivine            | 1 227   | 0,37 %     |         |            |  |  |
|                | MFE            | Jean-Claude Sebag        | 619     | 0,19 %     |         |            |  |  |
|                | NAR            | Bertrand Renouvin        | 617     | 0,19 %     |         |            |  |  |
|                |                |                          |         |            |         |            |  |  |
|                |                |                          | Nombre  | % inscrits | Nombre  | % inscrits |  |  |
| Inscrits       | Inscrits       | Inscrits                 | 390 949 |            | 390 365 |            |  |  |
| Abstentions    | Abstentions    | Abstentions              | 58 767  | 15,03 %    | 48 728  | 12,48 %    |  |  |
| Votants        | Votants        | Votants                  | 332 182 | 84,97 %    | 341 637 | 87,52 %    |  |  |
|                |                |                          |         |            |         |            |  |  |
|                |                |                          |         | % votants  |         | % votants  |  |  |
| Blancs ou nuls | Blancs ou nuls | Blancs ou nuls           | 2 799   | 0,84 %     | 4 694   | 1,37 %     |  |  |
| Exprimés       | Exprimés       | Exprimés                 | 329 383 | 99,16 %    | 336 943 | 98,63 %    |  |  |

### 1969
L'élection présidentielle de 1969 est une élection anticipée à la suite de la démission de De Gaulle. La gauche se lance désunie dans la course et, bien que Duclos (PCF) manque de le devancer, c'est le président par intérim Poher qui accède au second tour face à l'ex-Premier ministre Pompidou. Alors que Duclos refuse d'appeler à voter au second tour pour « bonnet blanc ou blanc bonnet », Pompidou est finalement largement élu.
En Seine-et-Marne, Georges Pompidou arrive en tête du premier tour avec 44,31 % des exprimés, suivi de Jacques Duclos (23,07 %), Alain Poher (22,7 %), Gaston Defferre (3,67 %) et Michel Rocard (3,57 %). Au second tour, les électeurs ont voté à 58,71 % pour Georges Pompidou contre 41,29 % pour Alain Poher avec un taux de participation de 68 % des inscrits.
|                | UDR            | Georges Pompidou | 118 151 | 44,31 %    | 126 103 | 58,71 %    |  |  |
|                | PC             | Jacques Duclos   | 61 506  | 23,07 %    |         |            |  |  |
|                | CD             | Alain Poher      | 60 524  | 22,7 %     | 88 703  | 41,29 %    |  |  |
|                | SFIO           | Gaston Defferre  | 9 789   | 3,67 %     |         |            |  |  |
|                | PSU            | Michel Rocard    | 9 520   | 3,57 %     |         |            |  |  |
|                | SE             | Louis Ducatel    | 4 147   | 1,56 %     |         |            |  |  |
|                | LC             | Alain Krivine    | 3 003   | 1,13 %     |         |            |  |  |
|                |                |                  |         |            |         |            |  |  |
|                |                |                  | Nombre  | % inscrits | Nombre  | % inscrits |  |  |
| Inscrits       | Inscrits       | Inscrits         | 341 203 |            | 340 920 |            |  |  |
| Abstentions    | Abstentions    | Abstentions      | 71 340  | 20,91 %    | 109 111 | 32 %       |  |  |
| Votants        | Votants        | Votants          | 269 863 | 79,09 %    | 231 809 | 68 %       |  |  |
|                |                |                  |         |            |         |            |  |  |
|                |                |                  |         | % votants  |         | % votants  |  |  |
| Blancs ou nuls | Blancs ou nuls | Blancs ou nuls   | 3 223   | 1,19 %     | 17 003  | 7,33 %     |  |  |
| Exprimés       | Exprimés       | Exprimés         | 266 640 | 98,81 %    | 214 806 | 92,67 %    |  |  |

### 1965
L'élection présidentielle de 1965 est la première élection au suffrage universel direct à la suite du référendum d'octobre 1962. De Gaulle est mis en ballottage, à la surprise générale, par Mitterrand, candidat unique de la gauche. La campagne du second tour est axée sur l'Europe et les relations internationales ainsi que sur l'armement nucléaire. De Gaulle est finalement réélu avec une large avance.
En Seine-et-Marne, Charles de Gaulle arrive en tête du premier tour avec 45,72 % des exprimés, suivi de François Mitterrand (30,67 %), Jean Lecanuet (15,72 %), Jean-Louis Tixier-Vignancour (4,72 %) et Pierre Marcilhacy (1,84 %). Au second tour, les électeurs ont voté à 55,92 % pour Charles de Gaulle contre 44,08 % pour François Mitterrand avec un taux de participation de 85,07 % des inscrits.
|                | UNR            | Charles de Gaulle            | 126 260 | 45,72 %    | 149 593 | 55,92 %    |  |  |
|                | CIR            | François Mitterrand          | 84 691  | 30,67 %    | 117 943 | 44,08 %    |  |  |
|                | MRP            | Jean Lecanuet                | 43 412  | 15,72 %    |         |            |  |  |
|                | SE             | Jean-Louis Tixier-Vignancour | 13 031  | 4,72 %     |         |            |  |  |
|                | PLE            | Pierre Marcilhacy            | 5 073   | 1,84 %     |         |            |  |  |
|                | SE             | Marcel Barbu                 | 3 692   | 1,34 %     |         |            |  |  |
|                |                |                              |         |            |         |            |  |  |
|                |                |                              | Nombre  | % inscrits | Nombre  | % inscrits |  |  |
| Inscrits       | Inscrits       | Inscrits                     | 324 024 |            | 323 844 |            |  |  |
| Abstentions    | Abstentions    | Abstentions                  | 44 785  | 13,82 %    | 48 358  | 14,93 %    |  |  |
| Votants        | Votants        | Votants                      | 279 239 | 86,18 %    | 275 486 | 85,07 %    |  |  |
|                |                |                              |         |            |         |            |  |  |
|                |                |                              |         | % votants  |         | % votants  |  |  |
| Blancs ou nuls | Blancs ou nuls | Blancs ou nuls               | 3 080   | 1,1 %      | 7 950   | 2,89 %     |  |  |
| Exprimés       | Exprimés       | Exprimés                     | 276 159 | 98,9 %     | 267 536 | 97,11 %    |  |  |